# Туровський Роман Михайлович
Роман Михайлович Туровський-Савчук (нар. 16 травня 1961, Київ) — художник та лютнист-композитор.

## Життєпис
Роман Туровський-Савчук народився в Києві 16 травня 1961 року, навчався в Державній художній середній школі імені Тараса Шевченка, в Київському Художньому Інституті, та творчих майстернях Михайла Туровського, його батька.  Емігрував в Нью-Йорк в 1979, продовжив навчання в Нью-Йорку в Parsons School of Design, паралельно займаючись грою на лютні та композицією під керівництвом Патріка O'Браєна, П'єрлуіджі Чімма, Леоніда Грабовського і Давіде Дзанноні.
Туровський почав займатися композицією на початку 1990-х років, одночасно з початком його кар'єри митця-живописця. Його перша персональна виставка відкрилася в червні 2006-го в Нью-Йорку, a друга — в лютому 2013-го. Вісім картин Туровського зберігаються в Маріанський Ґалереї дейтонського університету в США.
Композиційна творчість Туровського обмежена ідіоматикою барокової лютні та торбана. Він є автором численних інструментальних та вокальних композицій, які включають більше 500 обробок українських народних пісень для ренесансових та барокових лютень. З 1996-го року він підписує свої твори «Sautscheck», тобто німецькою транслітерацією свого прізвища, та в деяких випадках «Ioannes Leopolita». Його музика отримала широку росповсюдженість під цими аллонімами, і викликала значне роздратування серед музикознавців, які сприйняли його роботи, як навмисну містифікацію через їх відверто бароковий стиль.
Як виконавець-лютніст Туровський бере участь в «New York Bandura Ensemble» і «Radio Banduristan» Юліяна Китастого. В грудні 2011 та січні 2013 Туровський мав бенефіс на голландський радіостанції «Concertzender». Його музика була також використана в телевізійному сюжеті Марка Стеха про Георгія Нарбута (KontaktTV Toronto, «Очима Культури № 55») в березні 2013.
Роман Туровський-Савчук — один з фундаторів двох міжнародних асоціацій — Vox Saeculorum та Delian Society, які виступають за збереження тональної музики.

## Дискографія
- Scott Saari — «Fantasma Pacis» (Polyhymnion CD004, USA 2023)
- Володимир Войт — «Pulchritudo in Tempore Belli» (Polyhymnion CD003, USA 2023)
- Massimo Marchese «Dialogues with Time» (DaVinci Classics CD00028, Italy/Japan 2017)
- Chrostopher Wilke «De Temporum Fine Postludia II» (Polyhymnion CD002, USA 2019)
- Chrostopher Wilke «De Temporum Fine Postludia» (Polyhymnion CD001, USA 2016)[4][5]
- Daniel Shoskes «Weiss Undercover» (USA, 2016)
- Daniel Shoskes «Lautenschmaus» CD (USA, 2011)
- Angelo Barricelli «From Borderlands» (Lira Classica, Italy, 2008)
- Thomas Schall «Die Laute im Barock» LCCD 0202 (The Lute Corner, Switzerland, 2002)